# شورية قاسية
شورية قاسية (الاسم العلمي:Shorea robusta) أو شجرة سال  هي نوع من النباتات تتبع جنس الشورية من فصيلة مجنحية الثمر.

## الخلط بشجرة المدفع والأشجار الأخرى
في آسيا، غالبًا ما يتم الخلط بين شجرة سال وشجرة قذيفة المدفع أو شجرة المدفع، وهي شجرة من أمريكا الجنوبية الاستوائية قدمها البريطانيون إلى آسيا في القرن التاسع عشر. ومنذ ذلك الحين زرعت شجرة المدفع في المواقع الدينية البوذية والهندوسية في آسيا اعتقادًا منها بأنها شجرة الكتب المقدسة. في سري لانكا وتايلاند ودول بوذية ثيرافادا أخرى، تم زرعها في الأديرة البوذية والمواقع الدينية الأخرى. في الهند، زرعت شجرة المدفع في معابد شيفا وتسمى شيف كمال أو ناغالينجام حيث يُقال إن أزهارها تشبه غطاء ناغا (الكوبرا الإلهية) التي تحمي شيفا لينجام. يوجد مثال لشجرة قاذفة سميت بالخطأ «شجرة سال» في معبد باغودا في القصر الملكي في بنوم بنه في كمبوديا.
في اليابان، تُعرف شجرة سال للكتب البوذية المقدسة على أنها الكاميليا المتساقطة (Stewartia pseudocamellia)، والتي تسمى شارا، 沙羅 ، من اللغة السنسكريتية سالا.
ويقال أيضًا أنه يتم الخلط بين شجرة السال وشجرة أشوكا (Saraca indica).

## معرض صور

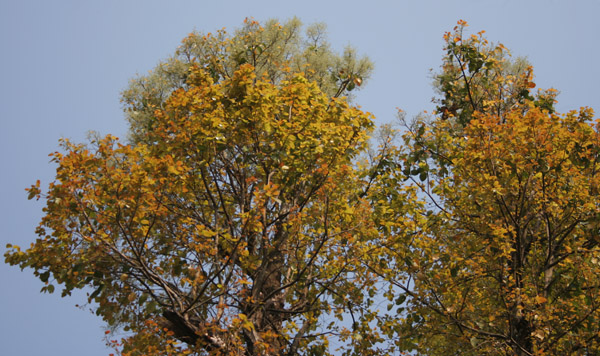
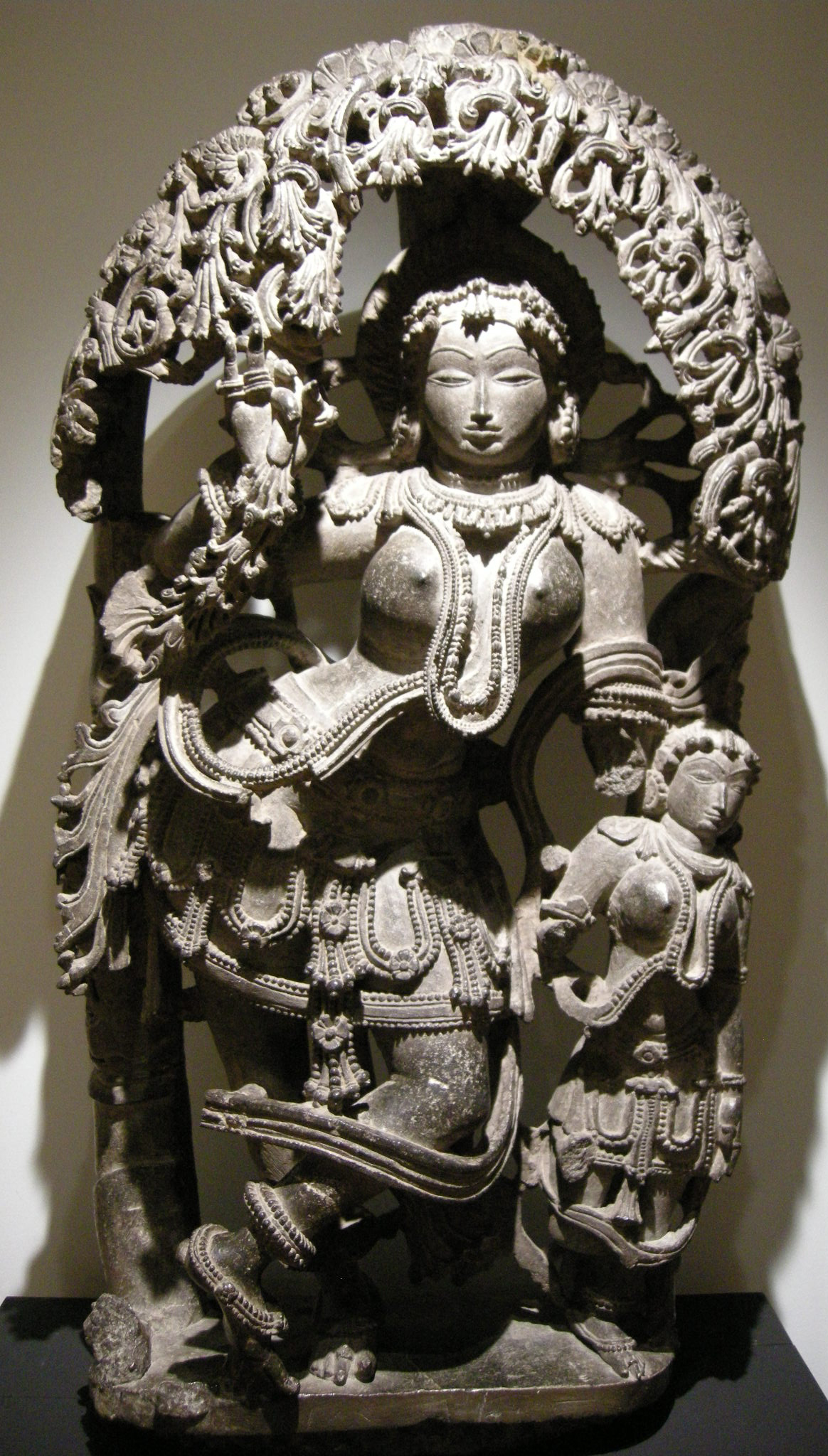
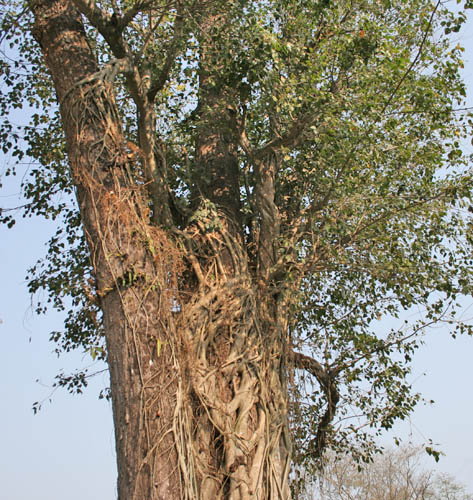
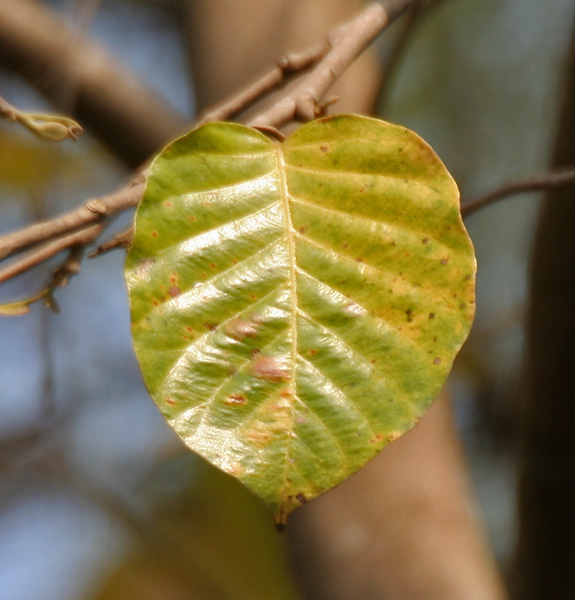
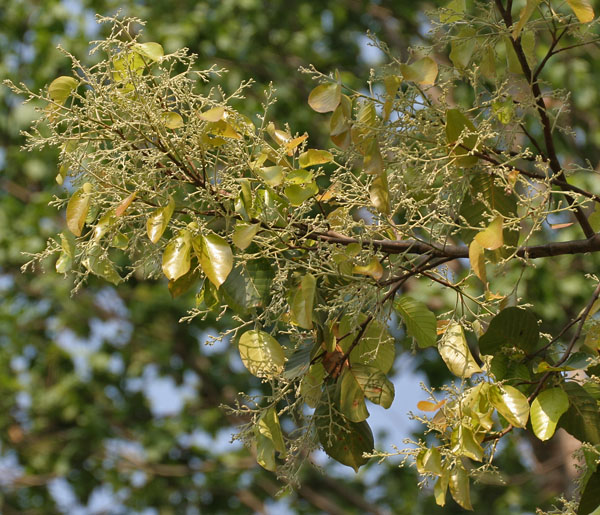